# The Masquerader
The Masquerader (Charlot artista de cine) es un cortometraje estadounidense con dirección de Charles Chaplin y actuación suya y de Roscoe Arbuckle. Fue estrenado el 27 de agosto de 1914.

## Sinopsis
Chaplin interpreta un actor en un estudio de filmación. Corteja a las damas, equivoca sus réplicas y arruina las escenas hasta que es echado. Retorna vestido como mujer y fascina a todos por su encantador comportamiento y se hace contratar pero la impostura es descubierta y comienzan las corridas durante las cuales cae en un pozo.

## Crítica
La impostura permite a Chaplin contrastar en las películas al impostor con el personaje de modos vulgares que había ido creando. Este impostor de maneras elegantes y dignas que parece ir suplantando -afortunadamente- al anterior personaje por un nuevo Charlot.

## Reparto
- Charles Chaplin - Actor
- Roscoe "Fatty" Arbuckle - Actor
- Chester Conklin (1886 – 1971) - Actor
- Charles Murray - Director de cine
- Jess Dandy[1] - Actor/villano
- Minta Durfee (1889 – 1975) - Primera figura
- Cecile Arnold (1891 o 1895 – 1931) - Actriz
- Vivian Edwards (1896 – 1949) - Actriz
- Harry McCoy (1889 – 1937) - Actor
- Charley Chase - Actor